# Josef Calasanza Arneth
Joseph Calasanza, Ritter von Arneth (Leopoldschlag, 1791. augusztus 12. – 1863. október 31.) osztrák numizmatikus és régész, a Bécsi Egyetem professzora.
A bécsi Érem és Régiséggyűjtemény intézője, majd 1840-től az intézmény igazgatója lett.

## Családja
Felesége Antonie Adamberger színésznő, fia Alfred Arneth történész.

## Művei
- Synopsis Numorum Graecorum (1837)
- Synopsis Numorum Romanorum (1842)
- Das k. k. Münz- und Antikenkabinett (1845)
- Die antiken Kameen des k. k. Munz- und Antikenkabinetts (1849)
- Monumente des K.K. Münz- und Antiken-Cabinettes in Wien (1850)
- Die Cinque-Cento-Kameen und Arbeiten des Benvenuto Cellini und seiner Zeitgenossen (1858)